# ジュディ台風
ジュディ台風（ジュディたいふう、昭和28年台風第2号、国際名：ジュディ/Judy）は、1953年5月に発生した台風である。
同年6月4日に中央気象台（現気象庁）が日本国内での台風について、このジュディ台風から「外国の女性名」を止めて「発生順の番号」で呼ぶことを発表したため、ジュディ台風は女性名で呼称された最後の台風、そして終戦後に台風番号を付けられた最初の台風となった。

## 概要

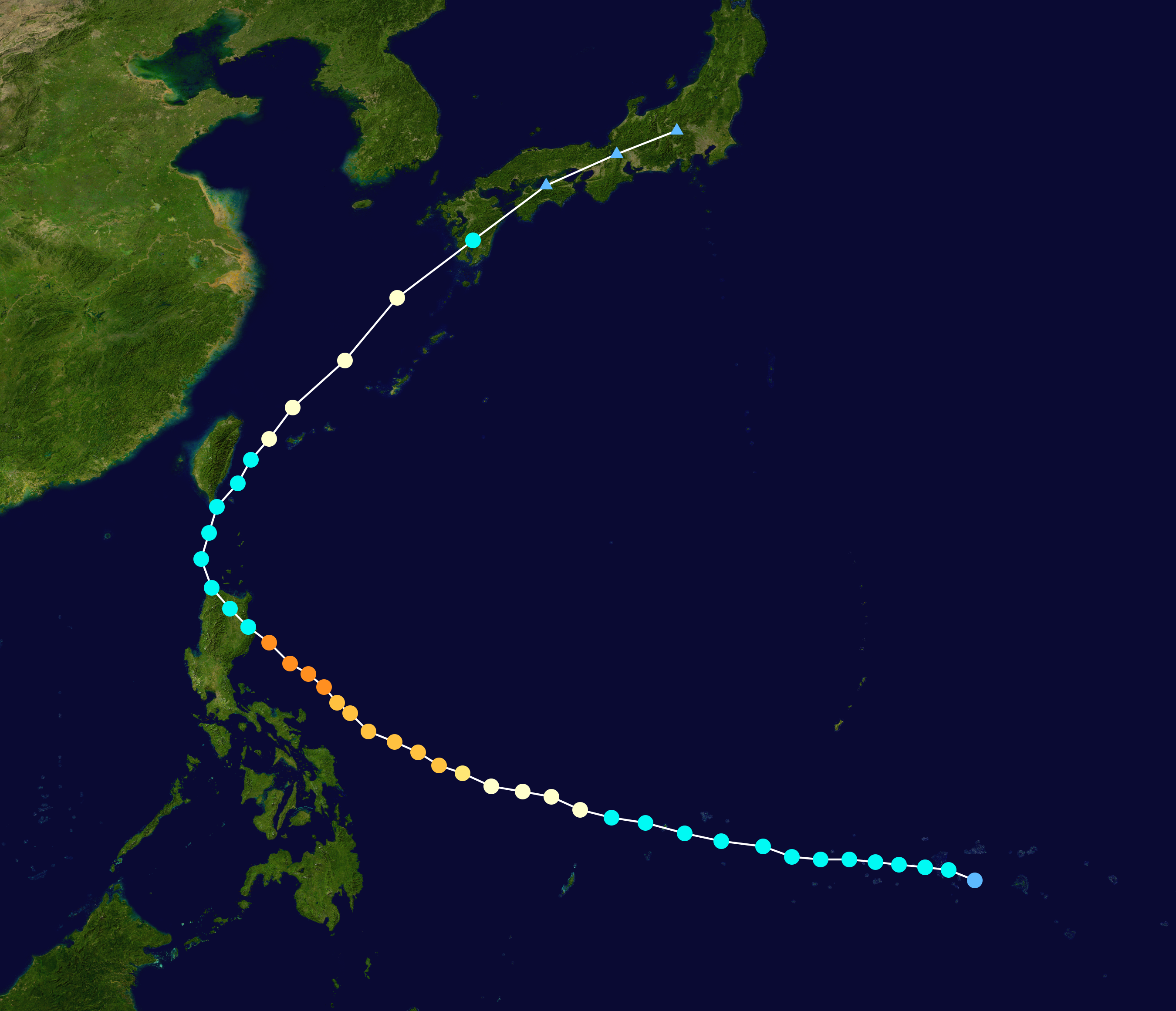
進路図

5月29日15時（協定世界時29日6時）にカロリン諸島の北緯8度3分、東経145度2分で台風となった。台風はゆっくりと西進し、フィリピンの東の海上に接近した6月2日には最低気圧940ミリバールまで成長。4日にルソン島へ上陸したのち進路を北から北東に変え、6日から速度を上げて九州に接近。7日9時に熊本県八代市付近から上陸した。鹿児島県枕崎市では最大風速26.7メートル、最大瞬間風速39.1メートルを観測している。西日本を縦断した台風は同日21時（協定世界時同日12時）に北緯36度1分、東経136度9分で温帯低気圧となった。一部の資料では消滅地点として山梨県甲府市北西とするものもある。なお、この台風は統計史上4番目に、日本上陸日時が（1年の中で）早かった。
| 順位 | 名称                              | 国際名 | 上陸日時               | 上陸地点              |
| ---- | --------------------------------- | ------ | ---------------------- | --------------------- |
| 1    | 昭和31年台風第3号                 | Thelma | 1956年4月25日 7時30分  | 鹿児島県/大隅半島南部 |
| 2    | 昭和40年台風第6号                 | Amy    | 1965年5月27日 12時     | 千葉県/房総半島       |
| 3    | 平成15年台風第4号                 | Linfa  | 2003年5月31日 6時30分  | 愛媛県宇和島市付近    |
| 4    | ジュディ台風（昭和28年台風第2号） | Judy   | 1953年6月7日 9時       | 熊本県八代市付近      |
| 5    | 平成16年台風第4号                 | Conson | 2004年6月11日 16時     | 高知県室戸市付近      |
| 6    | 昭和38年台風第3号                 | Rose   | 1963年6月13日 22時     | 高知県宿毛市付近      |
| 7    | 平成24年台風第4号                 | Guchol | 2012年6月19日 17時     | 和歌山県南部          |
| 8    | 平成9年台風第7号                  | Opal   | 1997年6月20日 11時30分 | 愛知県豊橋市付近      |
| 9    | 昭和53年台風第3号                 | Polly  | 1978年6月20日 18時     | 長崎県/西彼杵半島     |
| 10   | 平成16年台風第6号                 | Dianmu | 2004年6月21日 9時30分  | 高知県室戸市付近      |

## 被害

### フィリピン
6月5日、当時の大統領であったエルピディオ・キリノがルソン島への救援活動のため、全ての政府機関を動員するように指示した記録が残るが、被害規模は不明。

### 台湾
台風が接近した6月6日に風速55メートル以上の強風と約5メートルの高波が襲い、子供を含む40名が死亡している。

### 日本
台風とそれに刺激された梅雨前線の影響で、九州から中部地方に掛けての広範囲で被害が発生した。
死者37名、行方不明17名、負傷56名。1,802棟が損壊し、33,640棟が浸水。74,353ヘクタールの耕地のほか、船舶139隻が被害を受けた。なお、一部の資料において被害船舶が64隻とするものや、236隻とするものがある。